# Maison du XVIIe siècle (Plouaret)
La maison du XVIIe siècle est situé sur la commune de Plouaret en France.

## Localisation
La maison est située sur la commune de Plouaret place de l'église dans le département des Côtes-d'Armor, dans la région Bretagne.

## Description
C'est une maison avec porte à pilastres et frontons, lucarnes à frontons, souches de cheminées en granit.

## Historique
La maison est inscrite partiellement au titre des monuments historiques par arrêté du 17 décembre 1926.

## Protection
Éléments protégés : la façade et la toiture.